# Coryphasia cardoso
Coryphasia cardoso là một loài nhện trong họ Salticidae.
Loài này thuộc chi Coryphasia. Coryphasia cardoso được Santos & Romero miêu tả năm 2007.